# Rožanski kukovi
Strogi rezervat prirode Hajdučki i Rožanski kukovi — Velebit, simbol hrvatskih planina, prava je riznica za prirodoslovce, planinare i sve one koji žele i znaju uživati u autentičnim prirodnim ljepotama. Rožanski i Hajdučki kukovi su za planinare najzanimljiviji dio sjevernog Velebita. Neobično carstvo krša, skupine koja sadrži pedesetak kamenitih vrhova visokih preko 1600 metara, koji oblicima privlače brojne planinare i alpiniste. Rožanski su kukovi od Hajdučkih kukova odvojeni Lubenovačkim vratima.
Strogi rezervat prirode – visoke kamene gromade i strmoglave vrtače – Hajdučke i Rožanske kukove dijeli visoki prijevoj Lubenska vrata (1474 m).
Rožanska skupina je malo veća i pristupačnija (kroz vrlet je izgrađena turistička staza, a u središnjem dijelu i planinska koliba), od teško prohodnog ljutog krša Hajdučkih kukova. Zbog divljine i nepristupačnosti Hajdučki kukovi nude osobit čar nepoznatoga i neistraženog područja. Tu je tek 1993. godine otkriven speleološki objekt impozantnih dimenzija — Lukina jama, koja je s 1392 m najdublja jama u jugoistočnoj Europi i u trenutku spuštanja na dno bila je deveta po dubini u svijetu. Danas je među dvadeset najdubljih na svijetu.
Najistaknutiji kukovi u ovoj skupini su: Gromovača (1675 m), Krajačev kuk (1659 m), Pasarićev kuk (1630 m), Vratarski kuk (1678 m), Varnjača (1630 m) i Crikvena (1641 m). Krajačev kuk zove se po poznatom hrvatskom organizatoru, reformatoru i osuvremenitelju planinarstva, političaru, odvjetniku i ekonomskom piscu Ivanu Krajaču. Pasarićev se kuk zove po čelniku HPD-a Josipu Pasariću. U međusobnim čašćenjima i imenovanjima toponime nazvane po sebi dobili su Ante Premužić (Premužićev toranj), Josip Poljak (Poljakov toranj), Dragutin Hirc (Hircov kuk), Vjekoslav Novotni (Novotnijev kuk) i Ljudevit Rossi (Rossijev kuk). Izvorna imena kukova su se zauvijek izgubila iseljavanjem i izumiranjem izvornog velebitskog stanovništva te se danas planinari služe ovim imenima.